# Mark Thomas Miller
Pour les articles homonymes, voir Mark Miller et Miller.
Mark Thomas Miller est un acteur américain, né le 3 mai 1960  à Louisville (Kentucky).

## Biographie
Acteur Américain né à Louisville, Kentucky, USA
Originaire d'une famille bourgeoise, Mark Thomas Miller passe son enfance dans un collège privé de New York. En grandissant, il réalise bien vite que la vie qui l'attend n'est pas faite pour lui, et il interrompt sa scolarité pour aller étudier le théatre avec Lee Strasberg, le fondateur du légendaire Actor's Studio. Puis il chante et joue de la guitare avec "Trash", un groupe obscur qu'il quittera en 1983 à l'âge de vingt-deux ans pour aller tenter sa chance en Californie. Quand il arrive à Los Angeles, il n'a que dix-huit dollars en poche...
Grâce à des petits boulots il parviendra à survivre, et même à se payer une vieille Cadillac dans laquelle il sillonne les Etats-Unis pendant des mois en cherchant l'aventure. Revenu à Los Angeles, il décide de mettre à profit l'enseignement de Lee Strasberg et se met à courir les auditions. Il obtient des petits rôles au cinéma et dans des séries avant de percer dans "Superminds".
En 1991, un accident l'oblige à arrêter sa carrière d'acteur et il se reconvertit dans les aménagements pour les handicapés.
Il vit actuellement à Los Angeles avec sa femme avec laquelle il est marié depuis juin 2006.

## Filmographie
- 1985-1986 : Superminds (Misfits of Science) : John 'Johnny B' Bukowski
- 1989 : Pas de répit sur la planète terre (Hard Time on Planet Earth) : Mike Russo
- 1990 : Alien Nation : Wyatt Earp
- 1990 : Contre toute évidence (Revealing Evidence) : Tillish
- 1991 : L'École de ski s'envoie en l'air (Ski School) : Reid Janssens
- 1991 : Enquêtes à Palm Springs (P.S.I. Luv U) : Mitch Sanford
- 1996 : Les Dessous de Palm Beach (Silk Stalkings) : Mack Shepard
- 2000 : S Club 7 in L.A. (L.A. 7) : Bob

## Anecdotes
À la fin de son adolescence, il a travaillé comme portier dans diverses boîtes de nuit de New York comme le CBGB, The Mud Club, et le Studio 54.
Il a été garde du corps de Van Halen.